# Roche moutonnée
Ne doit pas être confondu avec Dos de baleine.

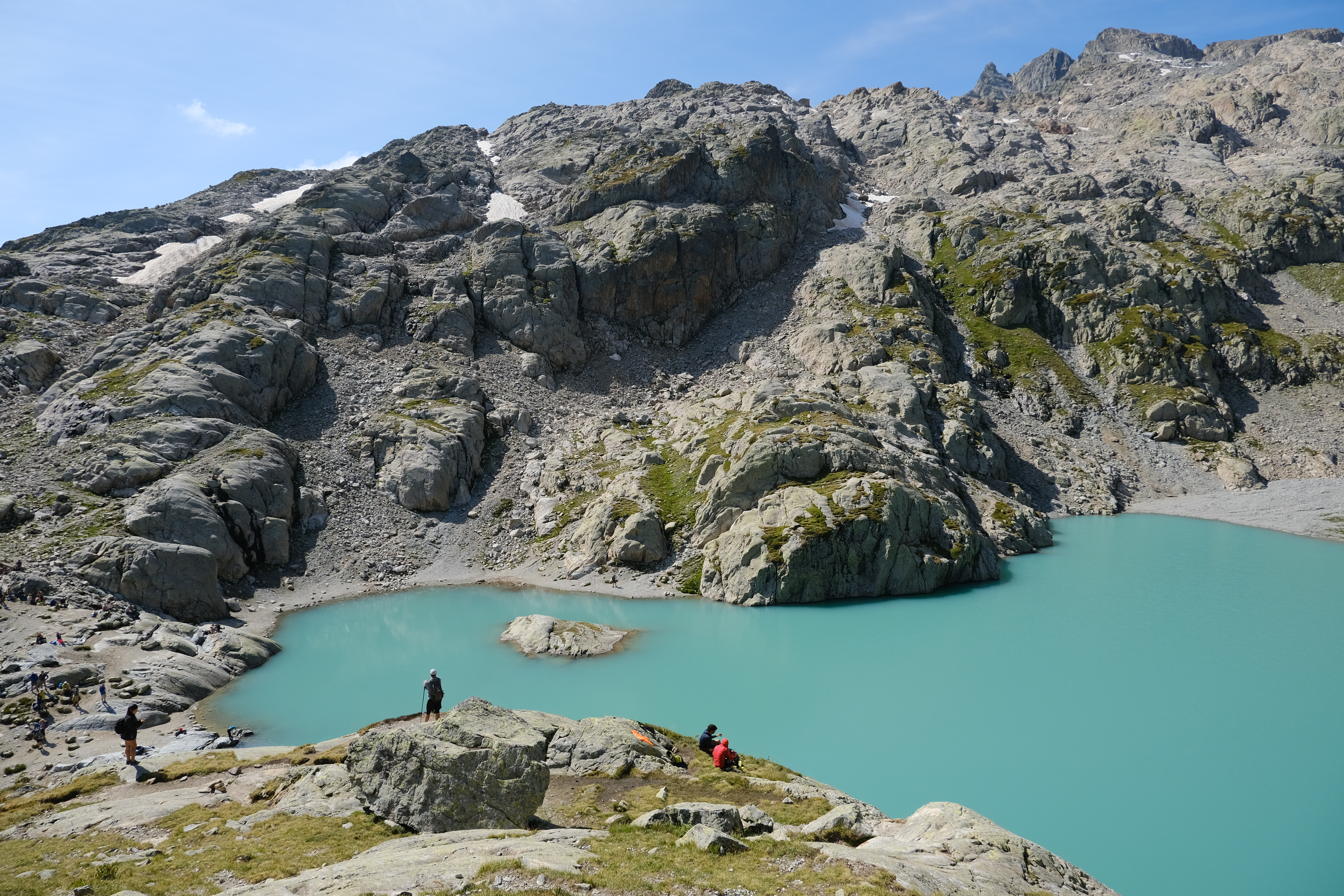
Roches moutonnées soulignant le verrou glaciaire ayant donné naissance au lac Blanc au-dessus de Chamonix-Mont-Blanc, en France.

Une roche moutonnée est, en glaciologie, l'aspect que peut prendre le socle rocheux affleurant après le travail d'érosion d'un glacier, la roche présentant alors un aspect massif, convexe, d'aspect tourmenté et éventuellement strié,,,.

## Caractéristiques
Ce type de formation rocheuse se rencontre dans des régions qui ont connu le passage de glaciers, qu'il soit récent ou ancien, notamment lors des différentes glaciations,,,. Une fois les couches de terrain meubles décapées, le sous-bassement rocheux se retrouve en contact avec le glacier qui modèle la roche en lui donnant un aspect bosselé,,,. Localement, la roche peut prendre l'aspect d'un dos de baleine, être striée ou présenter des abrupts d'arrachement,,. Les roches moutonnées constituent des paysages typiques des verrous glaciaires.
Les roches moutonnées n'apparaissent qu'aux endroits où la glace atteint son point de fusion, ce qui constitue un marqueur pour la reconstitution de la dynamique d'un glacier.

## Étymologie
Le géologue alpin Horace Bénédict de Saussure invente le terme « roches moutonnées » en 1786, par analogie avec les perruques à la mode à l'époque en France dans l'aristocratie. Celles-ci étaient alors lissées avec de la graisse de mouton (d'où le terme « moutonnée ») pour maintenir en place les cheveux dont elles étaient faites. L'expression « roche moutonnée » est fréquemment interprétée à tort comme décrivant des « moutons de pierre »,.
Le terme de « roches moutonnées » est fréquemment utilisé à l'identique sans être traduit dans la littérature étrangère,.

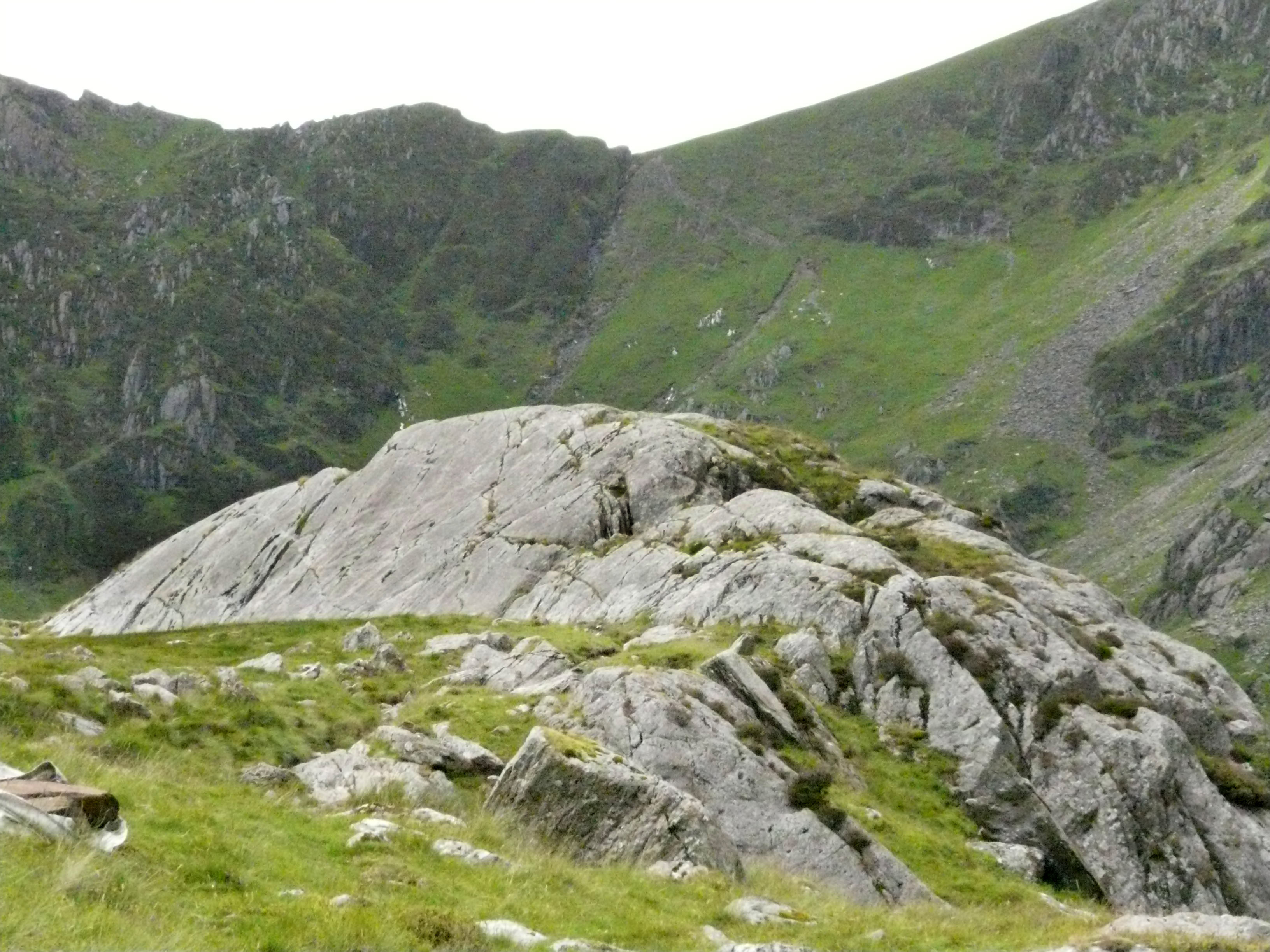
Roche moutonnée au Cadair Idris, montagne du Pays de Galles.
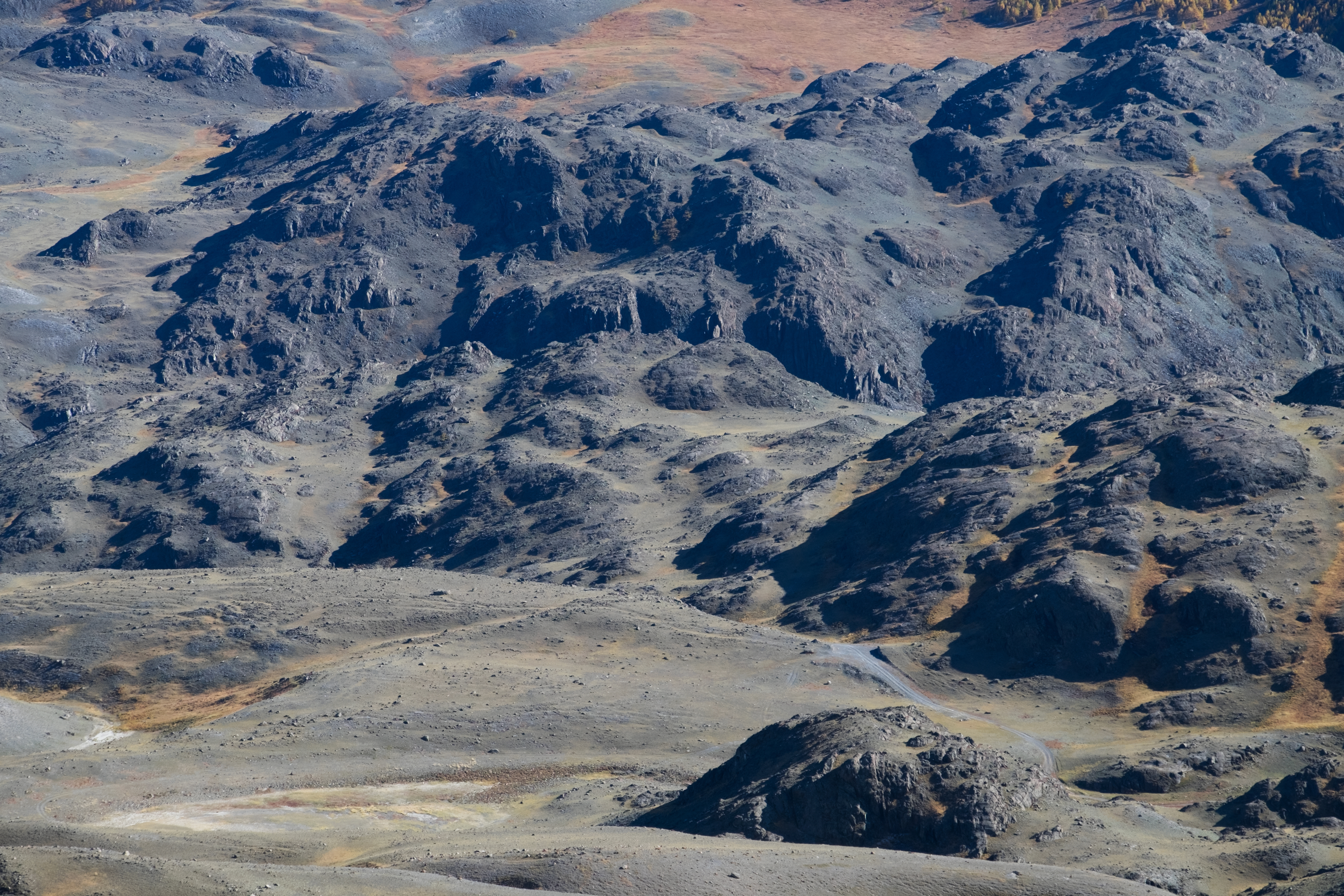
Roches moutonnées dans l'Altaï, en Russie.
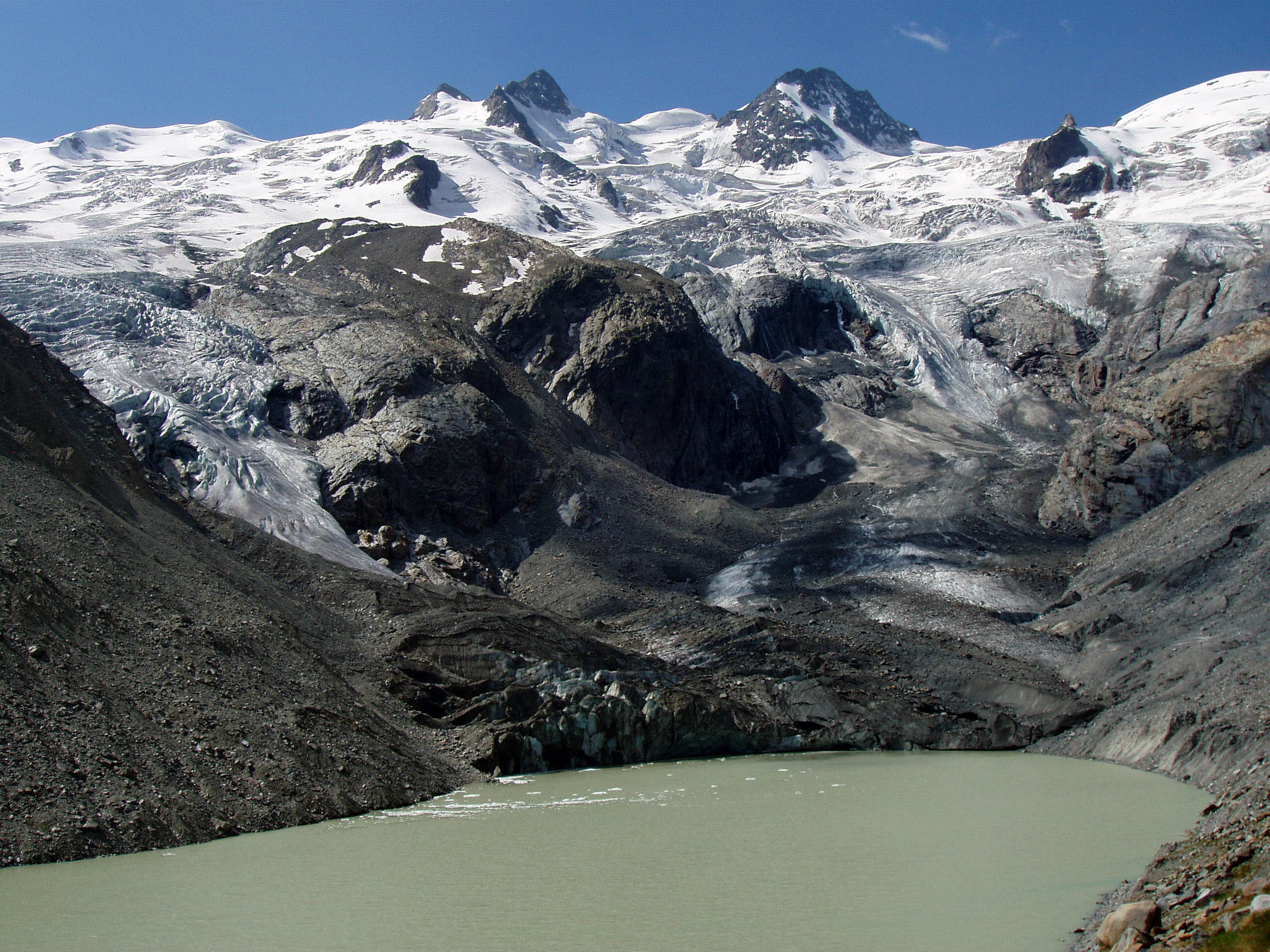
Le glacier Roseg en Suisse découvrant des roches moutonnées entre différentes langues de glace.
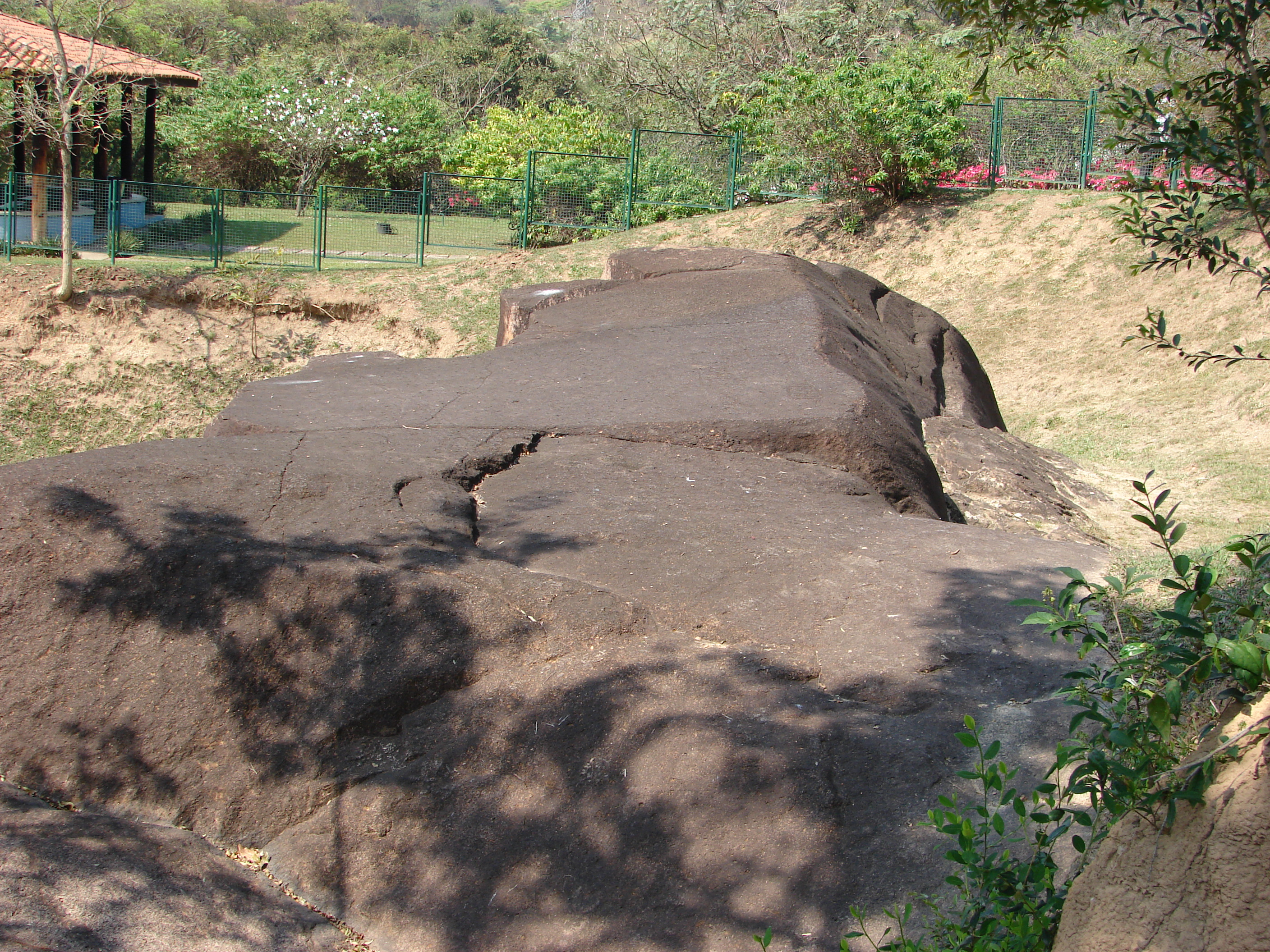
Roches moutonnées au Brésil.
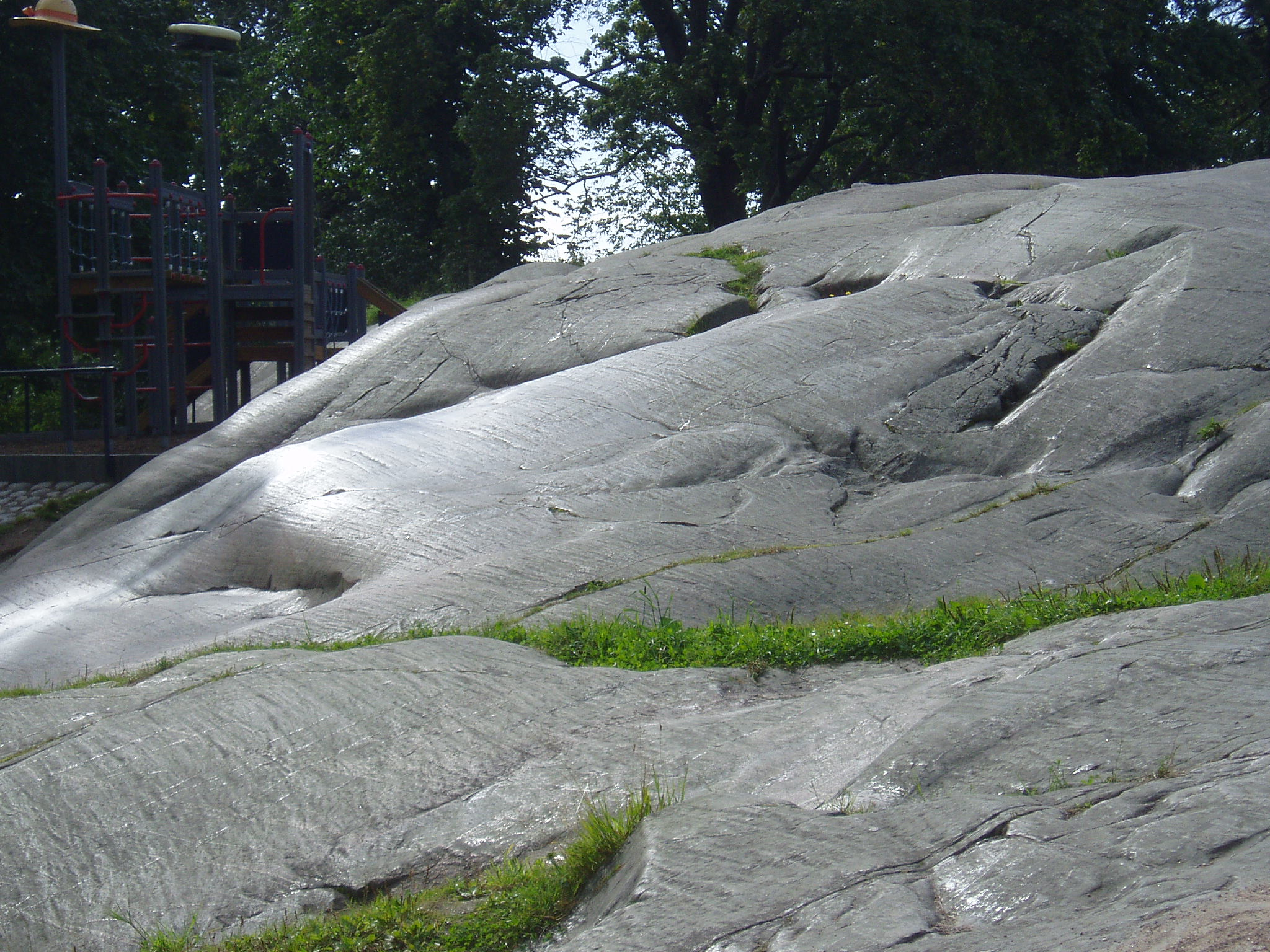
Roche moutonnée polie présentant des stries glaciaires en Finlande.
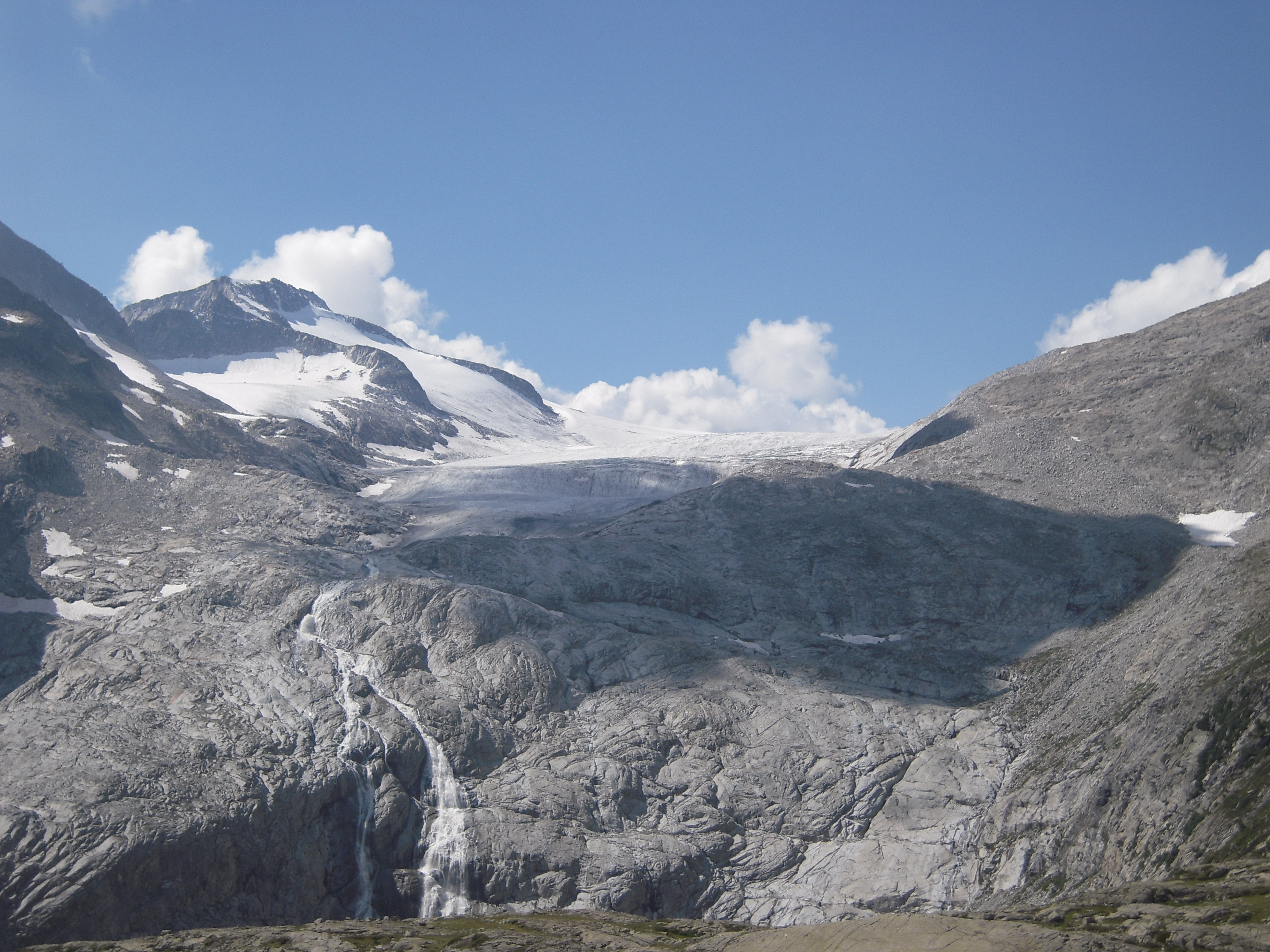
Roches moutonnées récemment mises à jour avec le recul du glacier dell'Adamello en Italie.